# 卡斯特尔杰伦多
卡斯特尔杰伦多（義大利語：Castelgerundo），是意大利洛迪省的一个市镇。总面积19.87平方公里，人口1489人，人口密度75人/平方公里（2018年）。ISTAT代码为098062。